# Mardy Collins
Pour les articles homonymes, voir Collins.
Mardy Collins, né le 4 août 1984 à Philadelphie (Pennsylvanie), aux États-Unis, est un joueur américain de basket-ball. Il évolue au poste d'arrière.

## Carrière
Il a joué en NBA entre 2006 et 2010, en réalisant une moyenne de 3,9 points par match.
En janvier 2014, Collins rejoint le double champion d'Europe en titre, l'Olympiakós avec lequel il signe un contrat durant jusqu'à la fin de la saison.
En septembre 2014, Collins signe un contrat avec le Turów Zgorzelec, club polonais de première division où il remplace Christian Eyenga.
Le 23 juillet 2015, il signe en France, à Strasbourg.
Collins réalise une bonne saison en EuroCoupe où Strasbourg atteint la finale.
En juillet 2016, il rejoint pour un an le Lokomotiv Kouban-Krasnodar, club russe évoluant en VTB United League et qui a atteint le Final Four de l'Euroligue 2015-2016.
En août 2017, il re-signe pour un an au Lokomotiv Kouban-Krasnodar.
En août 2018, il retourne en France et effectue son retour à Strasbourg, où il signe un contrat de 2 ans,. Son contrat est rompu à l'amiable en juin 2019, sa saison 2018-2019 étant considérée comme décevante (blessures, peu efficace en défense).